# Mirage sur l'Orient
Mirage sur l'Orient est le cinquième album de la série de bande dessinée Les Aventures de Tanguy et Laverdure de Jean-Michel Charlier (scénario) et Albert Uderzo (dessin). Il fut prépublié dans le journal Pilote entre le numéro 175 du 28 février 1963 et le numéro 218 du 26 décembre 1963) avant d’être publié en album en 1965.

## Résumé
Les lieutenants Michel Tanguy, Ernest Laverdure, Leroux et Mignot sont chargés de démontrer les possibilités des Mirage III en Israël, qui envisage d'acheter une trentaine de d'avions de chasse. Ils sont confrontés au constructeur aéronautique Maxwell, prêt à tout pour obtenir ce marché, qui multiplie les attentats contre les pilotes français afin de compromettre la réputation du Mirage. Les héros parviendront à déjouer toutes les attaques et à confondre Maxwell et son principal complice, le colonel Arf, membre de la commission d'évaluation des chasseurs.

## Personnages principaux
- Michel Tanguy : officier de l'armée de l'air, pilote de chasse
- Ernest Laverdure : officier de l'armée de l'air, pilote de chasse, ami de et coéquipier de Tanguy
- Lieutenant Leroux, coéquipier de Tanguy et Laverdure
- Lieutenant Mignot, coéquipier de Tanguy et Laverdure
- Maxwell, constructeur aéronautique fictif, concurrent de Dassault
- Nancy Maxwell, sa fille
- Lieutenant Rika Hazaïm, officier de liaison de l'armée de l'air israélienne
- Colonel Arf, officier de l'armée de l'air israélienne, membre de la commission d'évaluation des avions

## Véhicules remarqués

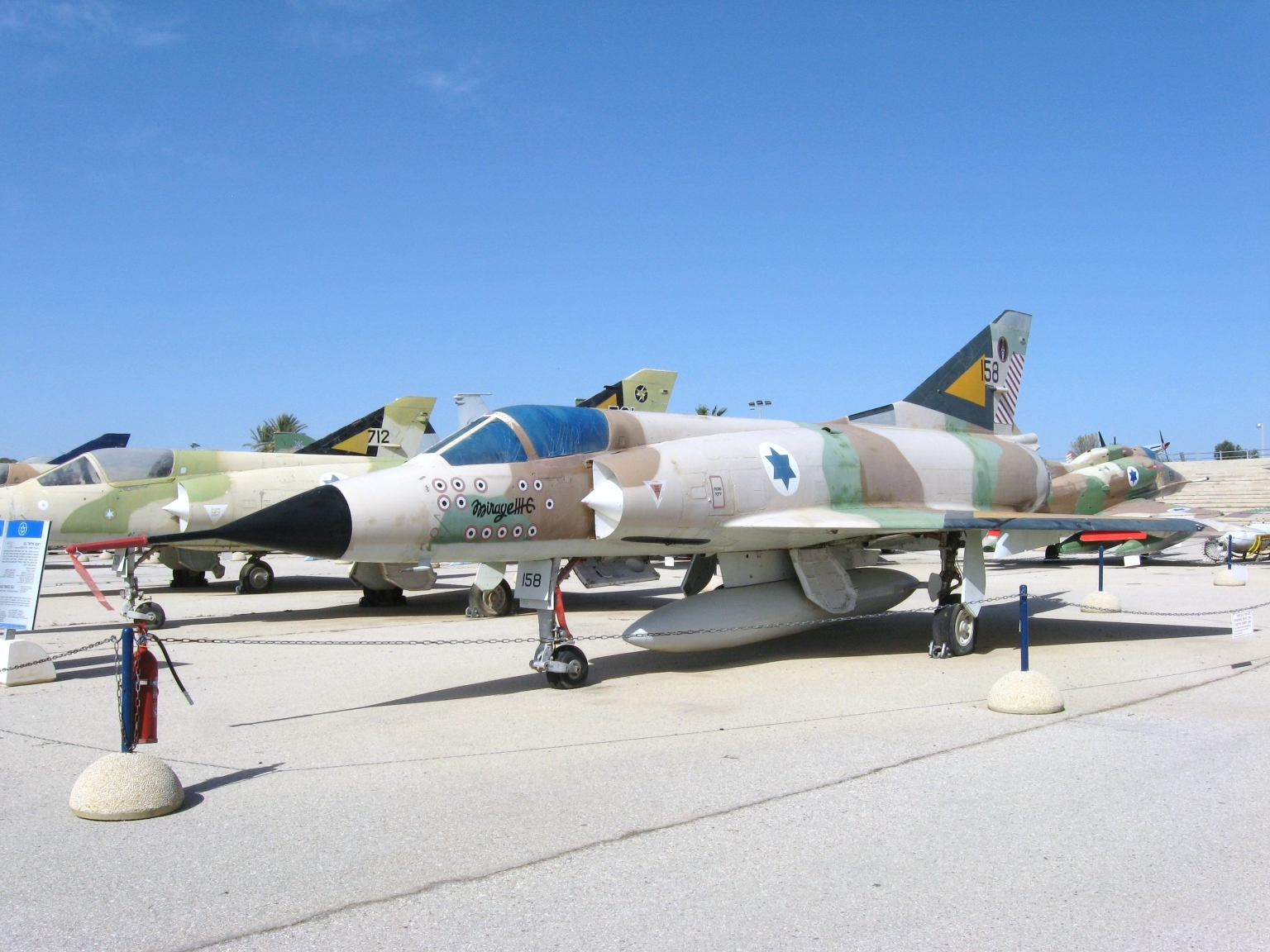
Le chasseur Mirage IIIC, au centre de cette aventure. La Force aérienn israélienne en a reçu 72, ainsi que 7 autres Mirage III, entre 1962 et 1968.

### Avions
- Mirage IIIC
- Boeing 707
- Mig 21

### Autres
- Delahaye 135 MS, voiture de Laverdure
- Jeep, voiture de la base de Longvic (également sur la base de Lod)
- Cadillac DeVille Sedan 1959, voiture de Maxwell
- Willème LT610 TB, camion citerne de l'aéroport de Rome
- Saviem JL25, camion utilisé par les saboteurs
- Sabra Sussita, break utilisé par l'armée israélienne